# Juho Koskimies
Juho Rudolf Koskimies, född Forsman 24 september 1859 i Jockas, död 8 februari 1936 i Uleåborg, var en finländsk kyrkohistoriker och biskop i Uleåborgs stift inom Evangelisk-lutherska kyrkan i Finland.
Juho Koskimies var son till kyrkoherden Oskar Wilhelm Forsman och Maria Gustafva Ahlholm; han bytte efternamn till Koskimies 1906. Han gifte sig 1886 med operasångerskan Lydia Alfonsine Lagus.
Koskimies prästvigdes 1884, blev filosofie kandidat 1896, teologie kandidat samma år och teologie licentiat 1899. Han var därefter verksam som kaplan i Lappo 1889 och som assessor vid Åbo domkapitel 1897–1900. Han valdes till biskop i det nyinrättade Uleåborgs stift 1900, ett ämbete som han innehade fram till sin död 1936. Under sitt liv författade han flera kyrkohistoriska arbeten.

## Utmärkelser
- Sankt Stanislausorden, tredje klass,  22 april 1900[1]
- Sankt Vladimirs orden, fjärde klassen,  20 april 1905[1]
- Sankt Vladimirs orden, tredje klass,  1907[2]
- Sankt Stanislausorden, första klassen,  1912[2]
- Kommendörstecknet av I klass av Finlands Vita Ros’ orden,  16 maj 1919[3]

[Redigera Wikidata]

## Publikationer i urval
- Suomen kirkollisten olojen uudistus Ison Vihan jälkeen (1899)
- Kaarle Fredrik Mennander ja hänen aikansa (1900)
- Lapuan pitäjän historian (1908)
- Päivämuistoja 1-2 (1914–15)
- Amerikan matkalta (1925)